# Janneke Vreugdenhil
Janneke Vreugdenhil (Maasland, 25 september 1968) is een Nederlands culinair journalist, kookboekenauteur en schrijver.
Vreugdenhil studeerde Nederlands recht aan de Universiteit van Leiden. Na haar studie legde ze zich toe op de culinaire journalistiek. Ze schreef voor tijdschriften als Elsevier, Vrij Nederland, Allerhande, Sla, Zin, La Cucina Italiana, Bouillon!, NL70 en Tip Culinair. In 2006 begon ze een dagelijkse kookcolumn in NRC-next. Sinds 2010 schrijft ze een wekelijkse column in de weekendbijlage van NRC Handelsblad. Daarnaast schrijft zij voor deze krant geregeld artikelen en interviews. Ook heeft zij voor nrc.tv ruim honderd filmpjes gemaakt waarin zij in haar eigen keukenrecepten bereidt. Vreugdenhil levert regelmatig bijdragen over eten en koken aan radio- en tv-programma's.
Vanaf 2001 publiceerde ze haar eerste serie boeken, Vechten met gerechten, geschreven in samenwerking met een arts. In 2006 schreef ze samen met Petra de Hamer Hoge hakken in de keuken.
In 2007 verscheen Eten enzo, gevolgd door een reeks succesvolle kookboeken, waaronder Comfort food, I love groente en Altijd Feest. Solo Food (2016), een eenpersoonskookboek, schreef zij na haar scheiding, omdat voor jezelf koken wezenlijk anders is dan voor een familie of gezelschap.. Solo Food is ook in het Engels vertaald en in 2017 in het Verenigd Koninkrijk uitgegeven door HQ, een imprint van Harper Collins.
Vreugdenhil wordt soms de Nederlandse Nigella Lawson genoemd.
Het boek I love groente werd in 2014 door de Nederlandse Vegetariërsbond verkozen tot Lekkerste Vegetarische Kookboek.

## Bestseller 60
| Boeken met noteringen in de Nederlandse Bestseller 60 | Jaar van verschijnen | Datum van binnenkomst | Hoogste positie | Aantal weken | Opmerkingen                       |
| ----------------------------------------------------- | -------------------- | --------------------- | --------------- | ------------ | --------------------------------- |
| Solo food                                             | 2016                 | 09-11-2016            | 33              | 5            |                                   |
| De bijbel van de Nederlandse keuken                   | 2020                 | 28-10-2020            | 42              | 1            |                                   |
| Koolhydraatarme bijbel                                | 2021                 | 27-10-2021            | 20              | 8            |                                   |
| Tapas                                                 | 2023                 | 25-10-2023            | 48              | 1            | in samenwerking met Edwin Winkels |

- International Standard Name Identifier: 0000 0003 6871 1514
- Library of Congress Control Number: no2017124503
- Nederlandse Thesaurus van Auteursnamen: 24290176X
- Virtual International Authority File: 289226861
- WorldCat: E39PBJgX9Cdv47bjFcfjcfRtKd